# Key Markets
Key Markets è l'ottavo album in studio del duo post-punk britannico Sleaford Mods. È stato rilasciato il 24 luglio 2015, tramite l'etichetta Harbinger Sound. Le tracce sono incentrate su temi che criticano il governo del Regno Unito.
Su Metacritic, che assegna un punteggio normalizzato di 100 alle recensioni dei critici mainstream, Key Markets ha ricevuto un punteggio medio di 81 basato su venti recensioni, indicando "il plauso universale". È stato uno dei 19 dischi nominati per l'IMPALA Album of the Year Award 2015.

## Tracce
1. Live Tonight – 3:12
2. No One's Bothered – 2:52
3. Bronx in a Six – 3:35
4. Silly Me – 3:15
5. Cunt Make It Up – 2:31
6. Face To Faces – 3:23
7. Arabia – 3:01
8. In Quiet Streets – 4:16
9. Tarantula Deadly Cargo – 3:21
10. Rupert Trousers – 3:13
11. Giddy on the Ciggies – 4:15
12. The Blob – 2:33